# AFC Beach Soccer Championship 2009
L’AFC Beach Soccer Championship 2009 è la 4ª edizione di questo torneo.

## Squadre partecipanti
Di seguito le 7 squadre partecipanti.
- Australia
- Bahrein
- Cina
- Iran
- Giappone
- Oman
- Uzbekistan

## Fase a gironi
Di seguito la fase a gironi.

### Girone A
| Team       | G | V | V+ | P | GF | GS | +/- | P |
| ---------- | - | - | -- | - | -- | -- | --- | - |
| Bahrein    | 2 | 2 | 0  | 0 | 4  | 3  | +1  | 5 |
| Giappone   | 2 | 1 | 0  | 1 | 7  | 5  | +2  | 3 |
| Uzbekistan | 2 | 0 | 0  | 2 | 4  | 7  | −3  | 0 |

| Squadra 1 | Risultato     | Squadra 2  |
| --------- | ------------- | ---------- |
| Bahrein   | 2-1           | Uzbekistan |
| Giappone  | 5-3           | Uzbekistan |
| Bahrein   | 2-2 (3-2 dcr) | Giappone   |

### Girone B
| Team      | G | V | V+ | P | GF | GS | +/- | P |
| --------- | - | - | -- | - | -- | -- | --- | - |
| Iran      | 3 | 3 | 0  | 0 | 16 | 6  | +10 | 9 |
| Oman      | 3 | 2 | 0  | 1 | 9  | 8  | +1  | 6 |
| Australia | 3 | 1 | 0  | 2 | 7  | 8  | −1  | 3 |
| Cina      | 3 | 0 | 0  | 3 | 4  | 14 | −10 | 0 |

| Squadra 1 | Risultato | Squadra 2 |
| --------- | --------- | --------- |
| Oman      | 2-1       | Cina      |
| Iran      | 3-1       | Australia |
| Iran      | 5-3       | Oman      |
| Australia | 4-1       | Cina      |
| Oman      | 4-2       | Australia |
| Iran      | 8-2       | Cina      |

## Finali

### Semifinali
| Squadra 1 | Risultato | Squadra 2 |
| --------- | --------- | --------- |
| Bahrein   | 6-1       | Oman      |
| Giappone  | 5-3       | Iran      |

### 3º-4º posto
| Squadra 1 | Risultato     | Squadra 2 |
| --------- | ------------- | --------- |
| Oman      | 1-1 (2-1 dcr) | Iran      |

### Finale
| Squadra 1 | Risultato | Squadra 2 |
| --------- | --------- | --------- |
| Giappone  | 4-2       | Bahrein   |

## Classifica finale
Queste le posizioni nel dettaglio.
| Pos | Team       |
| --- | ---------- |
| 1   | Giappone   |
| 2   | Bahrein    |
| 3   | Oman       |
| 4   | Iran       |
| 5   | Australia  |
| 6   | Uzbekistan |
| 7   | Cina       |